# Philadelphia Jack O'Brien
Joseph Francis Hagan, meglio conosciuto come Philadelphia Jack O'Brien (Filadelfia, 17 gennaio 1878 – 12 novembre 1942), è stato un pugile statunitense.
La International Boxing Hall of Fame lo ha riconosciuto fra i più grandi pugili di ogni tempo.

## Gli inizi
Di estrazione borghese, divenne professionista nel 1896.

## La carriera
Conquistò il campionato del mondo dei pesi mediomassimi nel 1905 battendo Bob Fitzsimmons per KO al 13º dei 20 round previsti.
Abbandonato il titolo quasi immediatamente, affrontò il campione mondiale dei massimi Tommy Burns, perdendo il match e, l'anno seguente, la rivincita.
Tentò anche la conquista dei titolo dei medi, trovando però sulla sua strada Stanley Ketchel che, nel 1909, lo sconfisse due volte.